# Glaubenbüelenpas
De Glaubenbüelenpas is een 1611 meter hoge Zwitserse bergpas die de verbinding vormt tussen Schüpfheim in het district Entlebuch (kanton Luzern) en Giswil nabij de Sarner See (kanton Obwalden).
De smalle, maar goed geasfalteerde weg heeft aan beide zijden een maximale stijging van 12%. In verband met de zware sneeuwval is de weg van november tot april afgesloten voor verkeer.
Ten zuiden van de pasweg liggen de Giswiler Stock (2011 m) en de Brienzer Rothorn (2350 m). Vanuit Sörenberg, ten westen van de pashoogte voert een kabelbaan omhoog naar deze laatste berg.
Albrun · Albula · Alpe Gesero · Bernina · Brünig · Chasseral · Croix · Ferret · Flüela · Forclaz · Furka · Furggu · Gemmi · Glas · Glaubenberg ·  Glaubenbüelen · Gries · Grimsel · Grote Scheidegg · Grote St.-Bernhard · Gurnigel · Gueulaz · Jaun · Julier · Klausen · Kleine Scheidegg · Kunkel · Lenzerheidepas · Livigno · Lukmanier · Maloja · Moosalp · Morgins · Mosses · · Saanenmöser · Neggia · Nufenen · Oberalp · Ofen · Pillon · Planches · Pragel · San Bernardino · Sanetsch · Schallenberg · Simplon · Sint-Gotthard · Splügen · Susten · Umbrail · Vue des Alpes · Wolfgang